# إي. هنتر هاريسون
إي. هنتر هاريسون (بالإنجليزية: E. Hunter Harrison)‏ هو كبير الإداريين التنفيذيين وشخصية أعمال أمريكي، ولد في 7 نوفمبر 1944 في ممفيس في الولايات المتحدة، وتوفي في 16 ديسمبر 2017 في ويلنغتون في الولايات المتحدة بسبب نوبة قلبية.